# Serhij Stahouski
Serhij Stahouski (Kijev, 6. siječnja 1986.) umirovljeni je ukrajinski tenisač, osvajač jednog ATP turnira u pojedinačnoj konkurenciji.
Serhij je profesionalnu karijeru počeo 2003. godine. Od juniorskih rezulata ističe mu se finale US Opena, gdje je izgubio od Andyja Murrayja. Može se pohvaliti i pobjedom nad Novakom Đokovićem, u Luksemburgu 2002.
Svoj prvi ATP naslov osvojio je u Zagrebu na PBZ Indoorsu 2008., kao 201. igrač svijeta, te kao igrač koji je kao sretni gubitnik, odustajanjem Llodre, ušao u glavni ždrijeb. Na putu do finala pobijedio je 2. nositelja, Ivu Karlovića, 8. nositelja Janka Tipsarevića, te u finalu i 1. nositelja Ivana Ljubičića. Četvrti je tenisač u povijesti kojem je pošlo za rukom kao sretni gubitnik osvojiti turnir. Zadnji put je prije njega to učinio Christian Miniussi 1991.

## Osvojeni turniri

### pojedinačno (4)
| Legenda                |
| Grand Slam (0)         |
| Tennis Masters kup (0) |
| ATP Masters Serija (0) |
| ATP Tour (4)           |

| Br. | Nadnevak           | Turnir           | Suparnik u finalu | Rezulat             |
| 1.  | 1. ožujka 2008.    | Zagreb           | Ivan Ljubičić     | 7:5, 6:4            |
| 2.  | 1. studenog 2009.  | Sankt-Peterburg  | Horacio Zeballos  | 2:6, 7:6(8), 7:6(7) |
| 3.  | 19. lipnja 2010.   | 's-Hertogenbosch | Janko Tipsarević  | 6:3, 6:0            |
| 4.  | 28. kolovoza 2010. | New Haven        | Denis Istomin     | 3:6, 6:3, 6:4       |

## Vanjske poveznice
- Službena stranica
- Profil na stranici ATP World Toura